# Сугі (1944)
«Сугі» (Sugi, яп. 杉) — ескортний міноносець Імперського флоту Японії, який взяв участь у Другій світовій війні.

## Історія створення
Корабель, який став сьомим серед ескортних міноносців типу «Мацу», був закладений 25 лютого 1944 року на верфі «Фуджінагата» в Осаці. Спущений на воду 3 липня, вступив у стрій 25 серпня 1944 року.

## Історія служби

### У складі ВМС Японії
Майже два місяці після завершення «Сугі» займався тренуваннями у водах Японського архіпелагу, допоки союзники не почали повномасштабну операцію на Філіппінах. 18 жовтня 1944-го японський флот отримав наказ вийти в море для протидії, при цьому «Сугі» включили до складу 43-ї дивізії ескадрених міноносців. 20 жовтня «Сугі» разом зі ще 3 ескортними есмінцями та легким крейсером «Ісудзу» забезпечував прохід кораблів адмірала Одзави через протоку Бунго (між Кюсю та Сікоку), на підступах до якої традиційно діяли ворожі підводні човни.
24 жовтня 1944-го «Сугі» та ще один есмінець відрядили для порятунку пілотів кількох літаків з авіаносця «Дзуйкаку», які були вимушені приводнитись. Оскільки кораблі мали обмаль палива, вони не змогли після цього знову приєднатись до головного загону і попрямували на Формозу (а з'єднання Одзави, якому самі японці відводили роль приманки, розгромили 25 жовтня в бою біля мису Енгано — воно втратило всі 4 авіаносці).
9 листопада 1944-го «Сугі» та 4 ескортні есмінці, легкий крейсер та есмінець вирушили з Японії, щоб супроводити до Маніли 2 лінкори-авіаносці. 12 листопада загін вийшов з Мако (база на Пескадорських островах у південній частині Тайванської протоки), а наступної доби на тлі чергового потужного авіаудару по Манілі командування вирішили перенаправити кораблі до островів Спратлі, де час від часу відстоювались японські кораблі. 14 листопада загін прибув сюди й того ж дня «Сугі», 2 інші ескортні есмінці та легкий крейсер «Ісудзу» попрямували до Маніли. Певний час вони вичікували слушної нагоди, а 18 листопада увійшли до Манільської бухти, вивантажили доправлені припаси та перед світанком 19 числа полишили Манілу, щоб не наражатись на можливі авіаудари. Первісно загін «Сугі» мав рухатись до Брунею в межах завдання з облаштування тут бази гідроавіації. Втім, всього за сотню кілометрів від виходу з Манільської бухти підводний човен торпедував та пошкодив «Ісудзу», який тепер був вимушений рушити до Сінгапуру на ремонт. Що стосується «Сугі», то він до 2 грудня в межах несення обов'язків патрульно-ескортної служби пройшов з Брунею до Мірі (центр нафтовидобутку на тому ж північно-західному узбережжі Борнео), потім на острови Спратлі та знову до Маніли.
Невдовзі корабель був залучений до транспортної операції TA, метою якої було доставлення підкріплень до затоки Ормок на Лейте (саме на цьому острові висадили перший десант союзників на Філіппінах). 5 грудня 1944-го «Сугі» разом з двома іншими ескортними есмінцями вирушив з Маніли для супроводу конвою TA-8. На світанку 7 грудня розпочалась висадка, яка проходила під потужними ударами авіації, що призвело до втрати всіх транспортів. Втім, кораблі ескорту вціліли та 8 грудня повернулись до Маніли.
14 грудня 1944-го «Сугі» отримав незначні пошкодження під час авіанальоту на Манілу, а 15—16 грудня перейшов звідси до бухти Камрань (узбережжя Центрального В'єтнаму). 24 грудня він вийшов звідси разом зі ще 2 ескортними есмінцями та 3 есмінцями для супроводу загону з важкого та легкого крейсерів, який мав здійснити рейд на острів Міндоро (дещо південніше від Маніли), куди 15 грудня висадився ворожий десант. Увечері 26 грудня на підході до плацдарму японський загін потрапив під удари авіації, проте Сігу не постраждав. У ніч проти 27 грудня японські кораблі провели свою атаку, а потім повернулись до Камрані. Надалі «Сугі» опинився в Кап-Сен-Жак (на півдні В'єтнаму, зараз Вунгтау), звідки 1—7 січня 1945-го перейшов до Такао (зараз Гаосюн на Тайвані).
21 січня 1945-го «Сугі» зазнав певних пошкоджень при нальоті авіаносної авіації на Такао, а 22—23 січня перейшов звідси до Гонконгу. 28 січня корабель полишив цей порт і вирушив на північ. 2 лютого в районі Шанхаю «Сугі» приєднався до охорони конвою HI-88A (транспортні загони з таким кодуванням ходили по головній трасі між Японією та Сінгапуром) і 7 лютого прибув разом з ним до японського порту Моджі.
Певний час «Сугі» провів за ремонтом у Сасебо (обернене до Східнокитайського моря узбережжя Кюсю), а в середині березня прибув до Куре та залишався у Внутрішньому Японському морі до капітуляції.

### У складі ВМС Китаю
У жовтні 1945 року «Сугі» виключили зі списків ВМФ та призначили для участі в репатріації японців (по завершенні війни з окупованих територій на Японські острови вивезли кілька мільйонів військовослужбовців та цивільних японської національності). 31 липня 1947-го корабель передали китайцям (уряд Гоміньдану, який у 1949 був вимушений перебратись на Тайвань), які перейменували його на «Hui Yang» (惠陽). Втім, корабель так і не повернувся до виконання обов'язків військової служби (його могли використовувати як джерело запасних частин для інших переданих китайцям однотипних ескортних есмінців), а у 1954 році його виключили зі складу флоту.